# Савельев, Андрей Николаевич
Андре́й Никола́евич Саве́льев (род. 8 августа 1962 года , Свободный, Амурская область, РСФСР, СССР) — российский государственный и политический деятель, писатель, учёный, специалист в области химической физики. Кандидат физико-математических наук, доктор политических наук. 
В 2003—2007 годах депутат Государственной Думы, заместитель председателя Комитета Государственной Думы по делам СНГ и связям с соотечественниками. Лидер незарегистрированной националистической ультраправой политической партии «Великая Россия». Руководитель международного фонда «Русский информационный центр». Книга Савельева «Сможет ли Конгресс Русских Общин русифицировать Россию» была внесена в Федеральный список экстремистских материалов.

## Биография
В 1979 году окончил среднюю школу.
В 1985 году окончил Московский физико-технический институт, факультет молекулярной и химической физики.
С 1985 по 1990 год работал в Институте химической физики и Институте энергетических проблем химической физики АН СССР.
В 1990 году окончил аспирантуру. Стал кандидатом физико-математических наук по специальности «химическая физика».
В 1993 году прошёл два курса Московского юридического института. В 1994 году окончил курсы специалистов фондового рынка.
В 2000 году в Академии труда и социальных отношений защитил докторскую диссертацию на тему «Механизмы духовно-нравственного измерения политических процессов (политическая мифология)» по специальности «политические институты и процессы». Официальные оппоненты — доктор политических наук, профессор А. Н. Загородников, доктор философских наук, профессор А. С. Панарин и доктор исторических наук, профессор Е. Л. Черников. Ведущая организация — кафедра политологии и социологии МПГУ. На основе диссертации была издана книга.

## Политическая деятельность

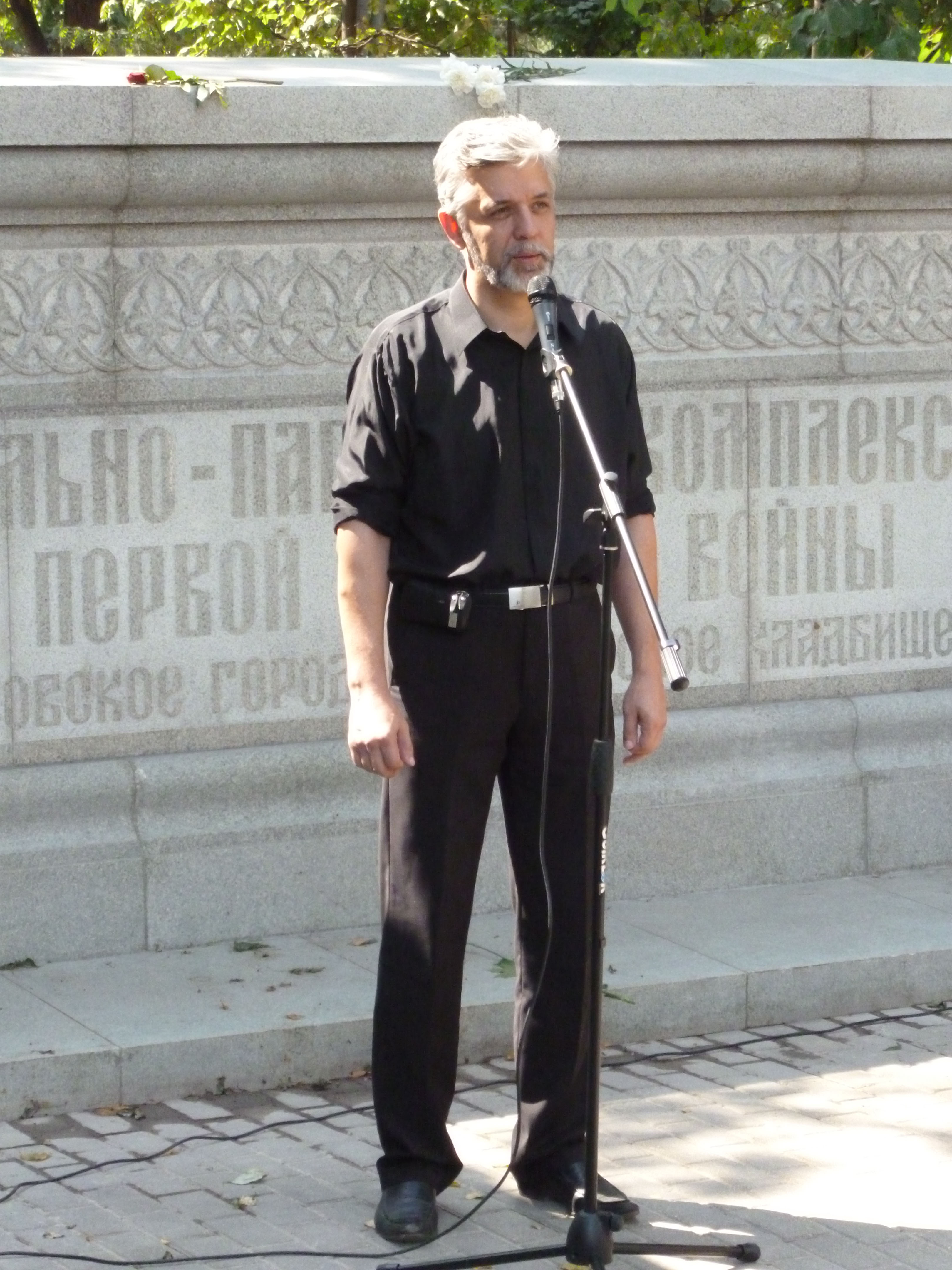
На митинге в Мемориальном парке

В апреле 1992 года вместе с Дмитрием Рогозиным создавал Союз возрождения России — межпартийную структуру, которая должна была объединить христианских демократов, кадетов и правых социал-демократов.
В 1990 году избран депутатом Моссовета. Работал в комиссиях по потребительскому рынку и по делам общественных организаций, затем — директором Общественного центра Моссовета.
С 1995 года по 1998 год, после ликвидации Моссовета, работал в аналитическом центре АОЗТ «Ареопаг», в Российском общественно-политическом центре.
С 1999 года по 2003 год работал советником Дмитрия Рогозина как председателя Комитета Госдумы по международным делам и спецпредставителя президента в Калининграде. С ноября 2002 года по апрель 2003 года работал в Калининграде как аналитик «рогозинского бюро». В декабре 2003 года избран депутатом Государственной Думы по списку блока «Родина». В Думе работал заместителем председателя Комитета по делам СНГ и связям с соотечественниками, затем — Комитета по конституционному законодательству и государственному строительству.
С 2004 года по 2006 год состоял в партии «Родина», был членом президиума партии. После смены лидера, идеологии и названия партии (преобразование в «Справедливую Россию»), вышел из её состава. Затем принял участие в восстановительном съезде КРО. С 2006 до декабря 2011 года — один из лидеров общественной организации «Родина — Конгресс русских общин». Руководитель международного фонда «Русский информационный центр». В мае 2007 года на учредительном съезде ультраправой политической партии «Великая Россия» был избран её председателем. Партия не прошла государственной регистрации.
В 2003—2007 годах депутат Государственной Думы, состоял во фракции «Родина». В январе 2005 года был одним из 20 депутатов-инициаторов так называемого письма 5000 — обращения в Генеральную прокуратуру России с требованием запретить все еврейские организации в России за якобы исповедуемое ими человеконенавистничество.
Книга Савельева «Сможет ли Конгресс Русских Общин русифицировать Россию» была внесена в Федеральный список экстремистских материалов.

### Политические взгляды
Является русским националистом и монархистом. В 2005 году стал первым депутатом Государственной Думы с 1912 года, принёсшим присягу на верность Главе Дома Романовых — Марии Владимировне. В 2008—2011 гг. являлся членом «Российского Имперского Союза-Ордена».
Историк и политолог Виктор Шнирельман, анализируя книги Савельева «Очерки политической
антропологии» и «Образ врага. Расология и политическая антропология», характеризует его взгляды как расистские. Аналогичного мнения о взглядах Савельева придерживаются специалисты по ультраправым политологи Андреас Умланд и Антон Шеховцов. Сам Савельев себя расистом не считает и говорит о «либеральном расизме» своих политических оппонентов, повторяя идеи духовного лидера французских «новых правых» Алена де Бенуа.
Считает, что войну на Украине развязали режимы Путина и Зеленского для того, чтобы русские убивали русских, в то же время считая что Бог дал русским некую «историческую миссию».

## Публикации
Автор более 300 научных и публицистических статей.

### Книги
- Кольев А. Н. (Савельев А. Н.). Мятеж номенклатуры. Москва 1990—1993. — М.: Интеллект, 1995. — 496 с. — 1000 экз. — ISBN 5-87047-005-6. Архивировано 3 февраля 2016 года.
- Кольев А. Н. (Савельев А. Н.). Идеология абсурда. — М.: Интеллект, 1995.
- Савельев А. Н., Пыхтин С. П. Манифест возрождения России / Под ред. Д. О. Рогозина. — 1995. Архивировано 3 февраля 2016 года. (издания 1993—1996)
- Кольев А. Н. (Савельев А. Н.). Чеченский капкан. — М.: Библиотека Конгресса русских общин, 1997. — 208 с. — 100 экз. Архивировано 8 апреля 2017 года.
- Савельев А. Н. Александр Лебедь: мифология имени и судьбы. — М.: Конгресс русских общин, 1998.
- Кольев А. Н. (Савельев А. Н.). Миф масс и магия вождей. — М.: Терра, 1999.
- Савельев А. Н., Пыхтин С. П. Послесловие к мятежу. 1995—2000. — 2000. Архивировано 3 февраля 2016 года.
- Савельев А. Н. Чёрная книга Чеченской войны. Аналитический доклад. — 2000. Архивировано 3 февраля 2016 года.
- Кольев А. Н. (Савельев А. Н.). Политическая мифология. — М.: Логос, 2003. — 384 с. — 2000 экз. — ISBN 5-94010-195-X. Архивировано 3 февраля 2016 года.
- Кольев А. Н. (Савельев А. Н.). Нация и государство. Теория консервативной реконструкции. — М.: Логос, 2005. — 800 с. — 2000 экз. — ISBN 5-94010-389-8. Архивировано 3 февраля 2016 года.
- Савельев А. Н. Стратегическая политология Александра Панарина. — 2005. Архивировано 3 февраля 2016 года.
- Савельев А. Н. Очерки политической антропологии. — Екатеринбург: Филантроп, 2005. — 91 с. — ISBN 5-901112-52-0.
- Савельев А. Н. Родина ждёт. Сражайся!. — М., 2005. — 207 с. Архивировано 3 февраля 2016 года.
- Савельев А. Н. Образ врага: расология и политическая антропология. — М.: Белые альвы, 2007. — 603 с. — (Библиотека расовой мысли). — ISBN 5-7619-0255-9. Архивировано 3 февраля 2016 года.
- Савельев А. Н. Время русской нации. — М.: Книжный мир, 2007. — 544 с. — (Библиотека Русского Националиста). — 3000 экз. — ISBN 5-8041-0241-9. Архивировано 3 февраля 2016 года.
- Савельев А. Н. Национальный манифест. — 2009. Архивировано 3 февраля 2016 года.
- Савельев А. Н. Русофобия в России. Аналитический доклад 2006—2009 гг.. — М.: Традиция, 2010. — 424 с. — 500 экз. — ISBN 978-5-905074-18-9. Архивировано 3 февраля 2016 года.
- Савельев А. Н. Образ врага / Редактор В. Чижевский. — М.: Книжный мир, 2010. — 672 с. — (Библиотека Русского Националиста). — 1000 экз. — ISBN 978-5-8041-0360-7.
- Кабанов М. В., Ковригин Э. М., Меркулов В. И., Пыхтин С. П., Савельев А. Н. Возвращение русской истории. Эпохи и эпизоды. — М.: ИП Бурина А. В., 2011. — 448 с. — (Традиция). — 1000 экз. — ISBN 978-5-905074-45-5.
- Савельев А. Н. Русофобия в России 2010 г. — М.: Традиция, 2011. — 376 с. — 1000 экз.
- Савельев А. Н. Родина против бесов, или Парламентские бои без правил. — М.: ИП Бурина А. В., Традиция, 2011. — 384 с. — 500 экз. — ISBN 978-5-905074-37-0.
- Савельев А. Н. Осколки эпохи Путина. Бюрократия против нации. — М.: ИП Бурина А. В., 2011. — 344 с. — 1000 экз. — ISBN 978-5-905074-24-0.
- Савельев А. Н. Осколки эпохи Путина. Досье на режим. — М.: ИП Бурина А. В., 2011. — 448 с. — 1000 экз. — ISBN 978-5-905074-25-7.
- Савельев А. Н. Опыты русского сопротивления. — М.: ИП Бурина А. В., Традиция, 2011. — 456 с. — (Традиция). — 1000 экз. — ISBN 978-5-905074-39-4. Архивировано 3 февраля 2016 года.
- «Сможет ли КРО русифицировать Россию» (2011)
- Виноградов Б. А., Савельев А. Н. Стать русским в России. — М.: Поколение, 2011. — 416 с. — 1000 экз. — ISBN 978-5-9763-0127-6.
- Савельев А. Н. Настоящая Спарта без домыслов и наветов. — М.: Книжный мир, 2011. — 160 с. — (Тайны античной истории). — 1500 экз. — ISBN 978-5-8041-0538-0.
- Савельев А. Н. Как убивали СССР: кто стал миллиардером, роковые 90-е, разрушение Советского Союза, рождение олигархии. — М.: Книжный мир, 2012. — 350 с. — (Сверхдержава). — ISBN 978-5-8041-0581-6.
- Савельев А. Н. 1612. Минин и Пожарский. Преодоление смуты: 400 лет борьбы русского государства против самозванцев, цареубийц, мятежников, революционеров и террористов. — Книжный мир, 2013. — 351 с. — (Русской славы имена). — 3000 экз. — ISBN 978-5-8041-0590-8.
- Савельев А. Н. Миграционный потоп. Закат Европы и будущее России. — М.: Книжный мир, 2016. — 1000 экз. — ISBN 978-5-8041-0811-4.

### Редакция и составление
- «Неизбежность Империи» (1996);
- «Русский строй» (1997).
- «Расовый смысл русской идеи. Выпуск 1» (1999)
- «Расовый смысл русской идеи. Выпуск 2» (2003)
- «Возвращение русской истории» (2011)

### Статьи
- Савельев А. Н. Политик в зеркале рекламы // Российское аналитическое обозрение. — 1995. — № 1.
- Савельев А. Н. Политические технологии для России // сб. Материалы конференции «Русский вопрос и национальная безопасность». — 1995.
- Савельев А. Н. Конкурентоспособность России в будущем тысячелетии. Критика концепции академика Н. Моисеева // сб. «Русская перспектива». — М.: «Императив», 1996. — № 2.
- Кольев А. Н. (Савельев А. Н.). Перед концом русской истории // Российское аналитическое обозрение. — 1996. — № 2.
- Савельев А. Н. Президентские выборы. Борьба за образ // Вестник Фонда «Российский общественно-политический центр». — 1996. — № 2.
- Савельев А. Н. Русское чудо в политической технологии // Континент Россия. — 1997. — № 8.
- Савельев А. Н. Что стоит за концепцией столкновения цивилизаций // Континент Россия. — 1997. — № 10.
- Савельев А. Н. Суверенитет, федерализм, сепаратизм // Русский строй. — М.: «Интеллект», 1997.
- Савельев А. Н. Ценностное пространство кризисного социума (попытка методологической интерпретации) // Полития. — 1997. — № 1 (3).
- Савельев А. Н. Виртуальный мир российской многопартийности. — 1997. — № 2(4).
- Савельев А. Н. Слово как инструмент политического действия // Российское аналитического обозрение. — 1997. — № 4.
- Савельев А. Н. Психология масс и политические технологии // Континент Россия. — 1997. — № 12.
- Савельев А. Н. Магия политического мифа // Бюллетень Фонда «Российский общественно-политический центр». — 1997. — № 6.
- Савельев А. Н. Ценностные ориентации в пространстве политических предпочтений // Континент Россия. — 1998. — № 14.
- Савельев А. Н. Психологические основы политической организации и пропаганды // Золотой лев. — 1998. — № 1—2.
- Савельев А. Н. Национальный проект и «консервативная революция» // Золотой лев. — 1998. — № 1—2.
- Савельев А. Н. Некоторые итоги дискуссии о политической мифологии // Золотой лев. — 1998. — № 3—4.
- Савельев А. Н. Образ политического деятеля как предмет выбора в гражданском обществе // сб. «Права человека в диалоге культур. Материалы конференции». — М.: Российский государственный гуманитарный университет, 1998.
- Савельев А. Н. Бессмертие личное и всемирное // Континент Россия. — 1999. — № 15.
- Савельев А. Н. Мифы нации и консервативная революция // Золотой лев. — 1999. — № 5—6.
- Савельев А. Н., Михалюк В. И. Образ власти // Политический маркетинг. — 1999. — № 7.
- Кольев А. Н. (Савельев А. Н.). Социальные мифы и современная политика // Политический маркетинг. — 1999. — № 8.
- Савельев А. Н. Политическая мифология сословных групп // сб. «Политические технологии современной России». — Нижневартовск, 1999.
- Савельев А. Н. Идейно-политические трансформации в политических партиях современной России // Политический маркетинг. — 1999. — № 9.
- Савельев А. Н. Выборы-99 как административная революция // Политический маркетинг. — 1999. — № 12.
- Савельев А. Н. «Образ врага» в политической теории // Политический маркетинг. — 2000. — № 2.
- Савельев А. Н. Политическое консультирование накануне второй технологической революции // Политический маркетинг. — 2000. — № 2.
- Савельев А. Н. Ельцинизм — технология закулисы // Журнал «Золотой Лев». — 01.12.2010. — № 263—264.

## Личная жизнь
Женат, имеет двоих сыновей. Занимается активными видами спорта. Особенное предпочтение отдаёт восточным единоборствам (каратэ).